# Cyprian Mrzygłód
Cyprian Mrzygłód (* 2. Februar 1998 in Skaratki pod Rogóźno, Woiwodschaft Łódź) ist ein polnischer Leichtathlet, der sich auf den Speerwurf spezialisiert hat.

## Sportliche Laufbahn
Cyprian Mrzygłód nahm erstmals 2014 in Wettkämpfen im Speerwurf auf nationaler Ebene teil. 2015 qualifizierte er sich für die U18-Weltmeisterschaften in Cali, bei denen er mit 69,52 m in der Qualifikation scheiterte. Zuvor hatte er im Laufe der Saison bereits mehrfach über 70 Meter geworfen. Im Oktober gelang ihm der erste Wurf in einem Wettkampf über 80 Meter mit dem Wurfgewicht von 700 Gramm. Ab 2016 warf er dann mit Zugehörigkeit zur Altersklasse U20 mit dem finalen Gewicht von 800 Gramm. Im Juli wurde er zunächst polnischer U20-Meister und nahm danach an den U20-Weltmeisterschaften in seiner Heimat teil. Als Dritter seiner Qualifikationsgruppe zog er dabei in das Finale ein, in dem er mit 70,48 m Neunter wurde. Im Laufe des Jahres 2017 verbesserte seine Weiten konstant mit dem Höhepunkt bei den U20-Europameisterschaften in Grosseto, bei denen er mit neuer Bestleistung von 80,52 m die Goldmedaille gewann.
Im Juli 2018 wurde Mrzygłód polnischer Vizemeister bei den Erwachsenen. In der Qualifikation der Europameisterschaften in Berlin stellte er mit 83,85 m eine neue Bestleistung auf, mit der er in das Finale einzog. Im Finale einen Tag später kam er nicht an diese Weite heran und belegte den insgesamt neunten Platz. Im Sommer 2019 nahm er an den U23-Europameisterschaften im schwedischen Gävle teil. Im Finale stellte er abermals eine neue Bestleistung von 84,97 m auf, mit denen er sich den Europameistertitel sicherte. 2020 und 2021 wurde er erneut Polnischer Vizemeister. 2021 qualifizierte sich Mrzygłód zum ersten Mal für die Olympischen Sommerspiele. In Tokio warf er den Speer in der Qualifikation auf 78,33 m und verpasste damit den Einzug in das Finale. 2023 trat Mrzygłód bei den Summer World University Games im chinesischen Chengdu an. Er zog in das Finale ein, in dem er mit einem Wurf auf 80,02 m die Silbermedaille gewinnen konnte. Wenige Wochen später nahm er in Budapest dann zum ersten Mal an den Leichtathletik-Weltmeisterschaften teil, wobei er den Finaleinzug verpasste.
2023 wurde Mrzygłód polnischer Meister im Speerwurf.

## Wichtige Wettbewerbe
| Jahr              | Veranstaltung                 | Ort               | Platz             | Disziplin         | Weite             |
| Startet für Polen | Startet für Polen             | Startet für Polen | Startet für Polen | Startet für Polen | Startet für Polen |
| ----------------- | ----------------------------- | ----------------- | ----------------- | ----------------- | ----------------- |
| 2015              | U18-Weltmeisterschaften       | Cali              | 16.               | Speerwurf (700 g) | 69,52 m           |
| 2016              | U20-Weltmeisterschaften       | Bydgoszcz         | 9.                | Speerwurf         | 70,48 m           |
| 2017              | U20-Europameisterschaften     | Grosseto          | 1.                | Speerwurf         | 80,52 m           |
| 2018              | Europameisterschaften         | Berlin            | 9.                | Speerwurf         | 80,20 m           |
| 2019              | U23-Europameisterschaften     | Gävle             | 1.                | Speerwurf         | 84,97 m           |
| 2021              | Olympische Sommerspiele       | Tokio             | 20.               | Speerwurf         | 78,33 m           |
| 2023              | Summer World University Games | Chengdu           | 2.                | Speerwurf         | 80,02 m           |
| 2023              | Weltmeisterschaften           | Budapest          | 15.               | Speerwurf         | 78,49 m           |

## Leistungsentwicklung
- 2014: 60,12 m
- 2015: 69,47 m
- 2016: 74,90 m
- 2017: 80,52 m
- 2018: 83,85 m
- 2019: 84,97 m